# Dashon Goldson
Dashon Hugh Goldson (Carson, 18 settembre 1984) è un giocatore di football americano statunitense che milita nel ruolo di safety nella National Football League (NFL). Fu scelto nel corso del quarto giro (126º assoluto) del Draft NFL 2007 dai San Francisco 49ers. Al college ha giocato a football a Washington.

## Carriera professionistica

### San Francisco 49ers
Goldson fu scelto dai San Francisco 49ers nel quarto giro del Draft 2007. Nella sua stagione da rookie disputò dieci partite, facendo registrare 15 tackle come riserva dell'allora safety titolare safety Mark Roman. Nel secondo anno mise a segno 21 placcaggi sempre come riserva.

#### Stagione 2009
Nel 2009, la dirigenza dei 49ers annunciò che Goldson sarebbe partito come free safety come titolare, dando il permesso a Mark Roman  di cercare una squadra con cui essere scambiato.

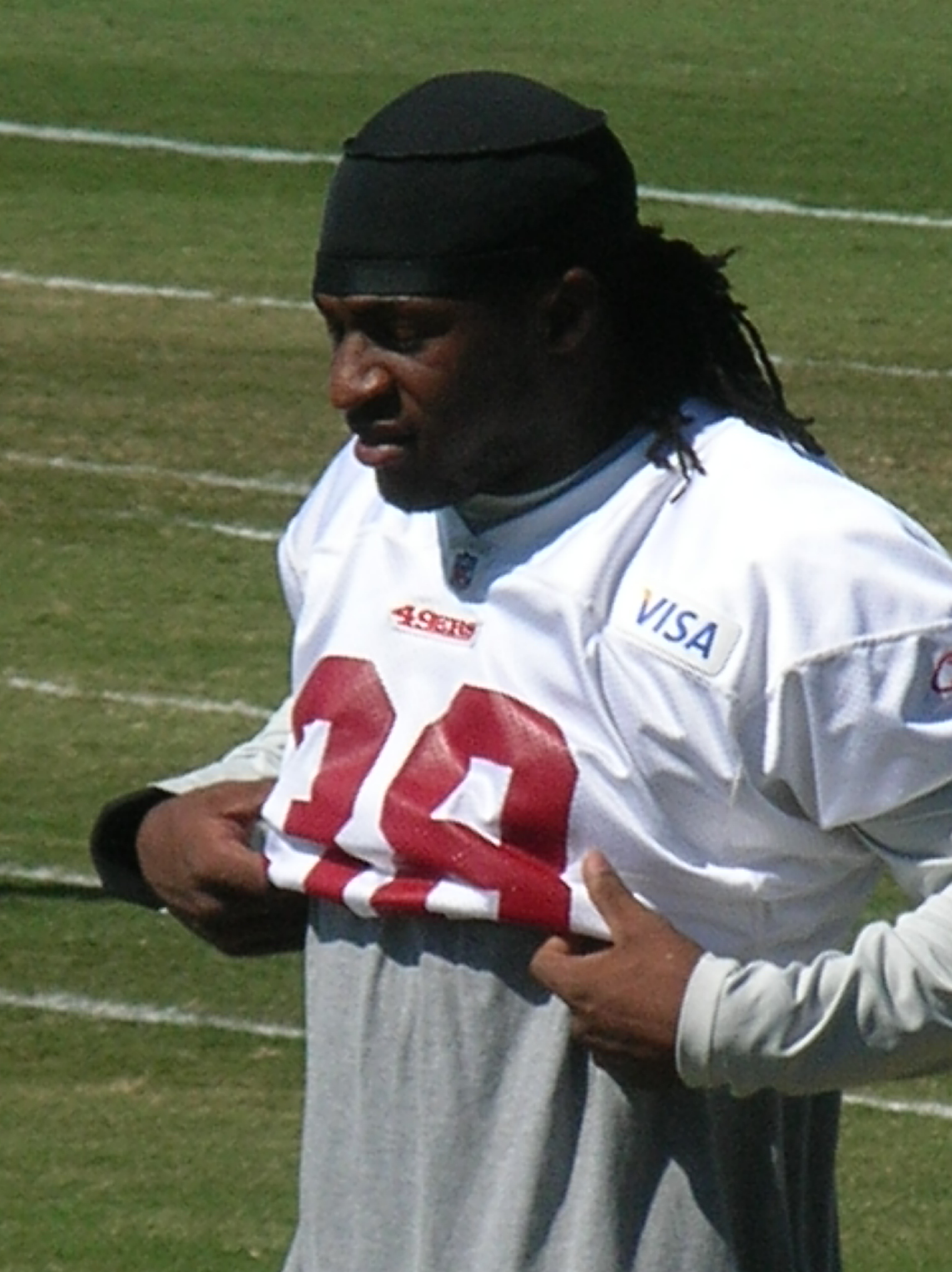
Goldson nel training camp 2010

Goldson fece il suo debutto come titolare contro gli Arizona Cardinals il 13 settembre, dove i 49ers vinsero il debutto stagionale contro gli allora campioni in carica della NFC per 20-16. Nella settimana 2, Goldson fece registrare il suo primo intercetto in carriera dopo un passaggio deviato da Nate Burleson. Il 2009 si dimostrò un anno produttivo nel quale Goldson, where Goldson guidò i Niners con 4 intercetti e forzò tre fumble. La sua prima stagione da titolare si concluse con 94 tackle, 2 sack, 6 passaggi deviati e 4 intercetti.

#### Stagione 2010
Goldson faticò per la maggior parte della stagione 2010, mancando tackle e non forzando palle parse quanto nel 2009, terminando con 59 tackle e un intercetto.

#### Stagione 2011
Prima dell'inizio della stagione Dashon divenne un unrestricted free agent e fece visita ai New England Patriots. Alla fine deciso però di firmare un nuovo contratto annuale coi 49ers. Quella stagione fu selezionato per il primo Pro Bowl in carriera, giungendo secondo nelle votazioni della NFC dietro Earl Thomas. Quell'anno ebbe un primato in carriera di 6 intercetti e 9 passaggi deviati nella stagione regolare, imponendosi come una delle safety più pericolose della NFL. Nei playoff, Dashon intercettò un passaggio di Drew Brees ritornandolo fino ai pressi della goal line, con Alex Smith che concluse l'azione con un passaggio da touchdown per Michael Crabtree che diede ai Niners un vantaggio di 14-0 nel primo quarto.

#### Stagione 2012
Il primo intercetto stagionale Goldson lo mise a segno nella seconda settimana contro Matthew Stafford dei Detroit Lions. Altri due li fece registrare nella settimana 7 contro i Seattle Seahawks e nella settimana 11 contro i Chicago Bears. Il 26 dicembre fu convocato per il secondo Pro Bowl in carriera come titolare della NFC. Il 12 gennaio 2013  fu inserito per la prima volta nel First-team All-Pro. A fine anno fu classificato al numero 97 nella classifica dei migliori cento giocatori della stagione.

### Tampa Bay Buccaneers
Il 13 marzo 2013, Goldson firmò in qualità di free agent un contratto quinquennale coi Tampa Bay Buccaneers del valore di 8,25 milioni di dollari l'anno, inclusi 22 milioni garantiti. Il 17 settembre, il giocatore fu sospeso per una gara dalla lega per un colpo irregolare avvenuto nella settimana 2 contro Darren Sproles dei New Orleans Saints. I Buccaneers si appellarono a questa decisione così la squalifica fu commutata in una multa da 100.000 dollari, pareggiando la cifra massima della storia. Il primo intercetto con la nuova maglia lo fece registrare nella vittoria della settimana 10 sui Falcons.

### Washington Redskins
Il 3 aprile 2015, Goldson fu scambiato coi Washington Redskins per una scelta del sesto giro del draft. Fu svincolato il 7 marzo 2016.

### Atlanta Falcons
Il 28 agosto 2016, Goldson firmò con gli Atlanta Falcons.

## Palmarès

### Franchigia
- National Football Conference Championship: 2

San Francisco 49ers: 2012
Atlanta Falcons: 2016

### Individuale
- Convocazioni al Pro Bowl: 2

2011, 2012
- First-team All-Pro: 1

2012

## Statistiche
| Tackle totali  | 499 |
| Sack           | 3,0 |
| Intercetti     | 15  |
| Fumble forzati | 6   |

Statistiche aggiornate alla stagione 2014